# Videóbíró
A videóbíró, eredeti angol nevén video assistant referee, sokszor rövidítve csak VAR, a labdarúgásban játékvezető-asszisztensi feladatokat lát el, a mérkőzés játékvezetőjének döntéseit hivatott segíteni vitás esetekben, videófelvételek alapján, fejhallgatón keresztüli kommunikációval. 2018-ban a VAR-t a International Football Association Board, azaz a Nemzetközi Labdarúgó-szövetség szabályalkotó testületének előírásai szerint több nagy labdarúgó tornán is bevezették, így használták a 2018-as világbajnokságon is.

## A videóbíró alkalmazásának menete
A videóbíró négy esetben nyújt segítséget a játékvezetőnek:
1. A gólt, vagy gólokat megelőzően az akció közben történt-e szabálytalanság, ami miatt azt érvényteleníteni kell.
2. Tizenegyesszituáció  jóváhagyása, felülbírálata.
3. Azonnali kiállítást érő szabálytalanság, egy esetleges jogtalan piros lap felülbírálata. (A második sárga lappal történő kiállításnál nem áll fenn a VAR igénybevétele.)
4. Sárga vagy piros lappal jogtalanul szankcionált szabálytalanság felülbírálata.

A kérdéses szituációt a videóbíró (VAR) és a videóbíró-asszisztens (AVAR) visszanézi több felvétel alapján, egy külön erre a célra kialakított szobában (VOR – video operation room). A felülvizsgálatot a játékvezető kérheti, vagy a videóbíró végezheti el és ajánlhatja a játékvezetőnek, hogy nézze vissza a szituációt. Ha a videóbíró a felülvizsgálat alatt nem talál semmit, akkor a játékvezetővel való kommunikáció már szükségtelen. Ha a videóbíró szabálytalanságot talál, akkor kapcsolatba lép a játékvezetővel.
A játékvezető
1. megváltoztathatja a döntését a videóbíró ajánlása alapján vagy
2. helyszíni ellenőrzést végezhet (OFR – on-field review), egy erre a célra kialakított helyen az oldalvonal mellett, ahol a videófelvételeket megnézheti vagy
3. ha magabiztos az eredeti döntésében, akkor a helyszíni ellenőrzést is mellőzheti.

A játékvezető megállíthatja a játékot a helyszíni ellenőrzés elvégzéséhez.
A hivatalos jelzése a videóbíró használatának, hogy a játékvezető egy négyszöget formál a kezével (amely egy monitort jelképez).

## Történelem
A Nemzetközi Labdarúgó-szövetség szabályalkotó testülete, az IFAB a 2016-os éves rendes közgyűlésén jóváhagyta a videóbíró kísérleti használatba vételét.
A VAR rendszer első próbája 2016 augusztusában volt, az észak-amerikai labdarúgó-bajnokságban, a Major League Soccerben. A játékvezető, Ismail Elfath két hibát is vétett a meccs során, ám a videóasszisztens Allen Chapmannel folytatott konzultációt követően úgy döntött, hogy egy-egy piros és sárga lapot ítél meg a kérdéses esetben. A 2016-os FIFA-klubvilágbajnokságon bevezették a monitoros segítséget („pitchside monitor”), amin keresztül a játékvezetők visszanézhették a vitás eseményeket. Hivatalosan profi labdarúgó-bajnokságban 2017. április 7-én, az ausztrál A-League-ben, a Melbourne City–Adelaide United találkozón használták a videóbírót.
A VAR első beavatkozása egy profi bajnokságban április 8-án történt meg a Wellington Phoenix Sydney FC elleni hazai bajnokiján, amikor egy tizenhatoson belüli kezezésért tizenegyest ítéltek a rendszer segítségével. A találkozó 1–1-es döntetlennel ért véget.
Az Egyesült Államokban a 2017-es MLS All-Star mérkőzést követően a következő szezonban már szintén hivatalos mérkőzéseken is igénybe vették a VAR segítségét. Első hivatalos alkalmazása a Philadelphia Union és az FC Dallas bajnokiján volt, amikor egy szabálytalanság miatt egy gólt érvénytelenítettek. A videóbírót ezt követően alkalmazták a 2017-es konföderációs kupán, majd a legnagyobb európai bajnokságokban is bevezették a 2017–2018-as szezon kezdetétől, kivéve az angol Premier League-et. A rendszert júliusban az U20-as világbajnokságon is használták.
Angliában először 2018. január 8-án, egy Brighton & Hove Albion és Crystal Palace közti FA-kupa találkozón használták a videóbírót. Egy nappal később a francia bajnokságban is felavatták a rendszert a Derby de la Côte d'Azuron, azaz a AS Monaco FC és a OGC Nice találkozóján. A mérkőzést követően a VAR-ról pozitív vélemények érkeztek.
2018 januárjában megnyílt a világ első VAR képzési központja Covercianóban. 2018. március 3-án az IFAB a VAR folyamatosan terjedő használatba vételét szorgalmazta, bár nem tette kötelezővé, így az angol Premier League-ben és a Bajnokok Ligájában is csak mint választható opció maradt a 2018–2019-es szezonra nézve. 2018. március 16-án a FIFA 2018. évi, a kolumbiai Bogotában tartott kongresszusán hivatalosan is elfogadták a VAR használatát a 2018-as világbajnokságon.
A rendszer segítségével meghozott első ítélet a világbajnokságon a június 16-án megrendezett Franciaország–Ausztrália csoportmérkőzésen a franciáknak megadott tizenegyes volt, amelyet Antoine Griezmann váltott gólra. A játékvezető Andrés Cunha, a videóbíró Mauro Vigliano volt.

## A videóasszisztens (AVAR)
A videóasszisztensnek, azaz a VAR-t kezelő játékvezetőnek mindig kötelező jelleggel egy korábbi vagy még aktív játékvezetőnek kell lennie, aki a rendszert működtető szobából figyeli a videóbíró működését és a mérkőzéseken történő eseményeket, miközben a VAR „ellenőrzést” vagy „felülvizsgálatot” végez.

## Magyarországi bevezetése
dr. Csányi Sándor MLSZ elnök bejelentette korábban, hogy 2020/2021-es szezontól az élvonalban is bevezetik a VAR-t, azonban a koronavírus után az MLSZ átértékelte a VAR bevezetését:
A videóbírós rendszer magyarországi bevezetése a következő évben várható. Több beszállító cég olyan országokban működik, amelyeket jelenleg is sújt a koronavírus-járvány, ami megnehezíti a műszaki berendezések beszerzését. Most annak van realitása, hogy a VAR-t a 2021/22-es szezonban vezetjük be az OTP Bank Ligában.
Az MLSZ az Evertz Microsystems ajánlatát fogadta el, ami azt jelenti, hogy a kanadai cég biztosítja a videóbírós rendszert és az ahhoz szükséges technikai hátteret. Az MLSZ két buszt vásárolt, így egy nap két élvonalbeli mérkőzést lehet megrendezni.
Az OTP Liga 2021/2022-es szezonja már a VAR rendszerrel indult el. 2021. július 30-án 19 óra előtt kicsivel történelmet írt a zalai Berke Balázs, hiszen hazánkban hivatalos bajnoki mérkőzésen először alkalmazta a VAR rendszert. A Paks-Mezőkövesd mérkőzés 48. percében Berke egy 11-es gyanús szituációt nézett meg és ítélt büntetőrúgást. A Magyarországon elsőként VAR-rendszerrel lejátszott mérkőzésen a VAR-buszban Vad II. István, Vígh-Tarsonyi Gergő, és dr. Kovács Gergely tevékenykedett. 

## Kritikák
A VAR-t több kritika is érte a sportág szereplői részéről.
- A 2016-os FIFA-klubvilágbajnokságon egy-egy vitatott esetnél Zinédine Zidane-t, a Real Madrid vezetőedzőjét saját bevallása szerint is többször zavarba hozta a VAR ténykedése.[28]
- A 2017-es konföderációs kupán is azzal vádolták a rendszert, hogy zavart okoz a mérkőzéseken, miután több vitás esetnél is félbeszakították a játékot.[29][30]
- A Boavista és az Aves között 2017 februárjában lejátszott portugál bajnokin egy gólt követő vitás esetben nem tudták igénybe venni a VAR segítségét, mert a szituációban egy hazai szurkoló zászlaja takarta annak kilátását. A gólt a játékvezető megadta.[31][32]
- A 2018-as ausztrál bajnokság nagydöntőjében a Newcastle Jets és a Melbourne Victory között egy vélhetően lesről született gól döntött, de az esetet a mérkőzés játékvezetője nem tudta visszanézni a VAR szoftverének meghibásodása miatt, így a Melbourne 1–0-ra megnyerte a mérkőzést és a bajnoki címet.[33][34]